# الحضرة (الإسكندرية)
اسم الحضرة جاء فيه قولان
الأول نسبة لمعركة الحضرة في تونس بين الهلالية و الزناتة في عهد الدولة العباسية
الثاني نسبة لبحيرة الحضرة التي تم تجفيفها من أجل مرور خط السكة الحديد عند إنشائها في عهد الوالى سعيد باشا
ومن أشهر شوارعها شارع الجواهر و يوجد بها سوق الجملة ( الوكالة ) وتمر عليها ترعة المحمودية